# Hebron
Hebron (arabsko الخليل, latinizirano: Al-Ḫalīl, hebrejsko חֶבְרוֹן, Ḥevrōn) je največje mesto na Zahodnem bregu, ki leži 30 kilometrov južno od Jeruzalema. Najštevilčnejša je skupnost Palestincev, sledi judovska. Leži nad 900 metri nadmorske višine in je eno izmed višje ležečih mest na Zahodnem bregu.
Hebron leži na območju Palestinske uprave, v biblični regiji Judeja. Sodi med najdlje neprekinjeno poseljena območja na svetu.
Na podlagi bibličnega izročila naj bi bili v Hebronu pokopani Abraham, žena Sara in otroci Izak, Rebeka, Jakob in Lea. Zato je Hebron drugo najpomembnejše mesto v judovstvu, eno najpomembnejših mest v islamu in v krščanstvu.
Hebron je znan po grozdju, saj ga obkrožajo številni vinogradi, po kamnu, keramičnih delavnicah in steklarstvu. Predstavlja najpomembnejše gospodarsko središče Zahodnega brega.

## Zgodovina
Mesto je bilo nekoč kraljeva prestolnica svetopisemske dežele Kanaan in kasneje eden izmed upravnih centrov Kraljevine Jude. V 7. stoletju je bil ustanovljen Rašidunski kalifat. V 11. stoletju so mesto osvojili krščanski Križarski vitezi. Tuški Kurd Saladin je mesto osvojil v 12 stoletju. V stoletjih, ki so sledila, so mestu vladali Mameluki in Otomani. Po izgonu Judov iz Španije leta 1492 je Hebron postal tudi središče judovskih povratnikov v Izrael. Od leta 1516 do konca 19. stoletja je sodilo pod Osmansko cesarstvo. Leta 1917 so ga zavzeli Britanci in mesto je bilo dodeljeno pod upravo Združenega kraljestva.
Na začetki arabsko-izraelske vojne so mesto zavzeli najprej Egipčani in nato Jordanci, ki so ga leta 1950 tudi uradno pripojili Jordaniji. Po šestdnevni vojni leta 1967 je mesto zasedel Izrael.
Po izraelsko-palestinskih sporazumih je mesto razdeljeno v sektorja H1 in H2. Prvega, s približno 120 000 Palestincev nadzoruje Palestinska uprava, drugega, kjer živi 30 000 Palestincev in približno 300-400 izraelskih naseljencev, pa Izrael.

## Hebronska pokola
Potem ko so se leta 1929 v Jeruzalemu razširile neutemeljene govorice, da Judje napadajo in pobijajo Arabce, so arabski skrajneži v Hebronu napadli Jude. Pokol nad Judi je zahteval 67 smrtnih žrtev in 60 ranjenih. Sinagoge so bile izropane. 435 Judov je pokol preživelo, ker so jih pred skrajneži poskrili zmerni arabski prebivalci.
Leta 1994 je judovski skrajnež napadel arabske prebivalce med molitvijo v Ibrahimovi mošeji. Pokol nad Arabci je zahteval 29 smrtnih žrtev in 125 ranjenih, preden so ubili napadalca. V nemirih, ki so sledili je bilo ubitih 25 Arabcev in 9 Judov. Izraelska vlada je dogodek obsodila in posledično prepovedala skrajno judovsko stranko Kach.

## TIPH v Hebronu
Na podlagi izraelsko-palestinskega sporazuma v Hebronu delujejo mednarodni opazovalci v misiji TIPH (Temporary International Presence in Hebron),

## Demografija
Po popisu lokalnega prebivalstva iz leta 1997 je v mestu živelo nekaj več kot 130.000 arabskih muslimanov, 530 Judov in le trije Katoličani.

## Grobnica patriarhov
Osrednja znamenitost je Ibrahimova mošeja oziroma grobnica patriarhov. 
Po bibličnem izročilu je Abraham »pokopal svojo ženo Saro v votlini na polju Mahpéli nasproti Mamreju, to je Hebrónu, v kánaanski deželi« (1 Mojzes 23:19). Tam je poleg Sare pokopan tudi Abraham ter otroci Izak, Rebeka, Jakob in Lea. Nekateri viri navajajo, naj bi bila tam pokopana tudi Adam in Eva. Nad votlinami je Herod veliki zgradil pravokotno kamnito zgradbo brez strehe. V bizantinskem obdobju je bila povsod, razen nad sredino, postavljena streha, na jugozahodnem delu pa zgrajena bazilika. Leta 615 so Perzijci cerkev porušili. Muslimani so leta 637 objekt obnovili kot mošejo. Leta 1100 je bila v času Križarjev spremenjena v cerkev, Muslimanom pa prepovedan dostop. Ko je leta 1188 območje osvojil Saladin, je objekt spremenil v mošejo in dodal minaret. Kristjanom je bil dovoljen vstop za potrebe molitve. V poznem 14. stoletju so Mameluki objekt dogradili, Judom pa prepovedali vstop. Objektu so se lahko najprej približali le do 5. stopnice, kasneje pa še dve stopnici manj. Po šestdnevni vojni je območje zasedel Izrael in omejitve vstopa v mošejo so bile odpravljene.
Po sporazumu iz leta 1995 je dostop do objekta omejen tako za Arabce, kot Jude. Osrednji prostor je razdeljen. Tako Arabci kot Judje vstopajo vsak skozi svoj vhod in se lahko zadržujejo v le vsak svojem delu. 10 dni na leto, ki so posebej pomembni za Jude, imajo pravico dostopa do celotnega osrednjega prostora. Prav tako pa imajo Arabci 10 dni na leto, ki so zanje posebej pomembni, pravico do dostopa do celotnega osrednjega prostora.
Turisti lahko vstopajo v objekt.